# Torrent Avinguda (métro de Valence)
Torrent Avinguda est une station terminus de la ligne 2 et la ligne 7 du métro de Valence. Elle est située sous l'avenue du Banni, à Torrent, dans la Communauté valencienne.

## Situation sur le réseau
Établie en souterrain, la station Torrent Avinguda du métro de Valence est située sur la ligne 2 et la ligne 7, dont elle constitue le terminus sud, après Torrent.

## Histoire
La station ouvre au public le 8 octobre 1988, à l'occasion de la mise en service du réseau,.